# Jorge Morel (football)
Jorge Morel, né le 22 janvier 1998 à Asuncion au Paraguay, est un footballeur international paraguayen qui joue au poste de milieu central au Cerro Porteño.

## Carrière

### En club
Né à Asuncion au Paraguay, Jorge Morel commence le football avec le Club Guaraní, où il est formé. Il obtient son premier titre en professionnel en étant sacré champion du Paraguay en 2016 (Clausura).
Le 22 janvier 2022, Jorge Morel rejoint l'Estudiantes de La Plata sous la forme d'un prêt.
Le 13 juillet 2023, Jorge Morel s'engage avec le Cerro Porteño. Il signe un contrat de quatre ans, soit jusqu'en juillet 2027.

### En équipe nationale
Jorge Morel honore sa première sélection avec l'équipe nationale du Paraguay le 10 octobre 2019, lors d'un match amical face à la Serbie. Il est titulaire ce jour-là et son équipe s'incline sur le score de un but à zéro.
Il est retenu dans la liste du sélectionneur Eduardo Berizzo pour disputer la Copa América 2021,.

## Palmarès

### En club
Club Guaraní
- Champion du Paraguay
  - 2016
- Vainqueur de la Coupe du Paraguay
  - 2018